# Byråintäkt
Byråintäkt är ett begrepp i konsultbranschen för att uttrycka de verkliga konsultintäkterna. Byråintäkt brukar definieras som omsättning minus kostnader för inköp av varor. Måttet "byråintäkt per anställd" är ett sätt att mäta produktivitet i ett konsultföretag.
Omsättning kan vara ett missvisande tal för att beskriva hur stor konsultverksamheten är på ett företag, eftersom omsättning kan innefatta andra typer av intäkter, som inköp och försäljning av varor. Exempelvis om en reklambyrå formgivit en bok och ombesörjer tryckningen så räknas formgivningen som byråarvode, men inte inköpet av tryckningen. I det exemplet kan tryckningen vara en flerdubbelt större andel av fakturan än formgivning. Eventuellt påslag som reklambyrån gör på tryckerifakturan räknas dock som byråintäkt. I det här exemplet räknas byråintäkten ut som fakturabeloppet minus kostnad för tryck.
Förutom försäljning av varor brukar man räkna bort extraordinära intäkter som försäljning av fastigheter, ränteintäkter och försäljning av värdepapper.
Byråintäkt behöver inte redovisas enligt skattelagstiftningen och är därför inte definierat som begrepp av Skatteverket. De flesta konsultföretag redovisar dock enligt Skatteverkets K2-regler. Med K2-nomenklaturen definieras byråintäkt som ”nettoomsättning minus handelsvaror”. För börsbolag (publika aktiebolag) och andra företagsformer som inte följer K2-reglerna räknas byråintäkten ut på motsvarande sätt.